# Savigny-sur-Braye
Savigny-sur-Braye és un municipi francès, situat al departament del Loir i Cher i a la regió de Centre – Vall del Loira. L'any 2007 tenia 2.196 habitants.

## Demografia

### Població
El 2007 la població de fet de Savigny-sur-Braye era de 2.196 persones. Hi havia 896 famílies, de les quals 272 eren unipersonals (132 homes vivint sols i 140 dones vivint soles), 328 parelles sense fills, 240 parelles amb fills i 56 famílies monoparentals amb fills.
La població ha evolucionat segons el següent gràfic:
Habitants censats

### Habitatges
El 2007 hi havia 1.194 habitatges, 920 eren l'habitatge principal de la família, 125 eren segones residències i 149 estaven desocupats. 1.038 eren cases i 147 eren apartaments. Dels 920 habitatges principals, 656 estaven ocupats pels seus propietaris, 243 estaven llogats i ocupats pels llogaters i 20 estaven cedits a títol gratuït; 18 tenien una cambra, 84 en tenien dues, 205 en tenien tres, 281 en tenien quatre i 331 en tenien cinc o més. 629 habitatges disposaven pel capbaix d'una plaça de pàrquing. A 461 habitatges hi havia un automòbil i a 343 n'hi havia dos o més.

### Piràmide de població
La piràmide de població per edats i sexe el 2009 era:
| Homes | Edats   | Dones |
| ----- | ------- | ----- |
| 4     | 95 o +  | 5     |
| 9     | 90 a 94 | 25    |
| 22    | 85 a 89 | 54    |
| 8     | 80 a 84 | 30    |
| 55    | 75 a 79 | 49    |
| 41    | 70 a 74 | 68    |
| 84    | 65 a 69 | 78    |
| 64    | 60 a 64 | 58    |
| 56    | 55 a 59 | 38    |
| 56    | 50 a 54 | 78    |
| 62    | 45 a 49 | 62    |
| 62    | 40 a 44 | 73    |
| 121   | 35 a 39 | 59    |
| 73    | 30 a 34 | 75    |
| 69    | 25 a 29 | 62    |
| 33    | 20 a 24 | 29    |
| 64    | 15 a 19 | 70    |
| 51    | 10 a 14 | 74    |
| 74    | 5 a 9   | 75    |
| 49    | 0 a 4   | 43    |

## Economia
El 2007 la població en edat de treballar era de 1.285 persones, 978 eren actives i 307 eren inactives. De les 978 persones actives 890 estaven ocupades (483 homes i 407 dones) i 88 estaven aturades (49 homes i 39 dones). De les 307 persones inactives 153 estaven jubilades, 84 estaven estudiant i 70 estaven classificades com a «altres inactius».

### Ingressos
El 2009 a Savigny-sur-Braye hi havia 929 unitats fiscals que integraven 2.119,5 persones, la mediana anual d'ingressos fiscals per persona era de 17.062 €.

### Activitats econòmiques
Dels 84 establiments que hi havia el 2007, 1 era d'una empresa extractiva, 4 d'empreses alimentàries, 1 d'una empresa de fabricació de material elèctric, 6 d'empreses de fabricació d'altres productes industrials, 11 d'empreses de construcció, 11 d'empreses de comerç i reparació d'automòbils, 5 d'empreses de transport, 4 d'empreses d'hostatgeria i restauració, 8 d'empreses financeres, 7 d'empreses immobiliàries, 7 d'empreses de serveis, 12 d'entitats de l'administració pública i 7 d'empreses classificades com a «altres activitats de serveis».
Dels 26 establiments de servei als particulars que hi havia el 2009, 1 era una gendarmeria, 1 oficina de correu, 2 oficines bancàries, 3 tallers de reparació d'automòbils i de material agrícola, 3 paletes, 4 fusteries, 2 lampisteries, 1 electricista, 3 perruqueries, 2 veterinaris, 3 restaurants i 1 agència immobiliària.
Dels 5 establiments comercials que hi havia el 2009, 1 era un hipermercat, 2 fleques i 2 floristeries.
L'any 2000 a Savigny-sur-Braye hi havia 79 explotacions agrícoles que ocupaven un total de 5.355 hectàrees.

## Equipaments sanitaris i escolars
El 2009 hi havia 1 farmàcia i 1 ambulància.
El 2009 hi havia 1 escola maternal i 1 escola elemental.

## Poblacions més properes
El següent diagrama mostra les poblacions més properes.